# المسيرة العالمية للمرأة

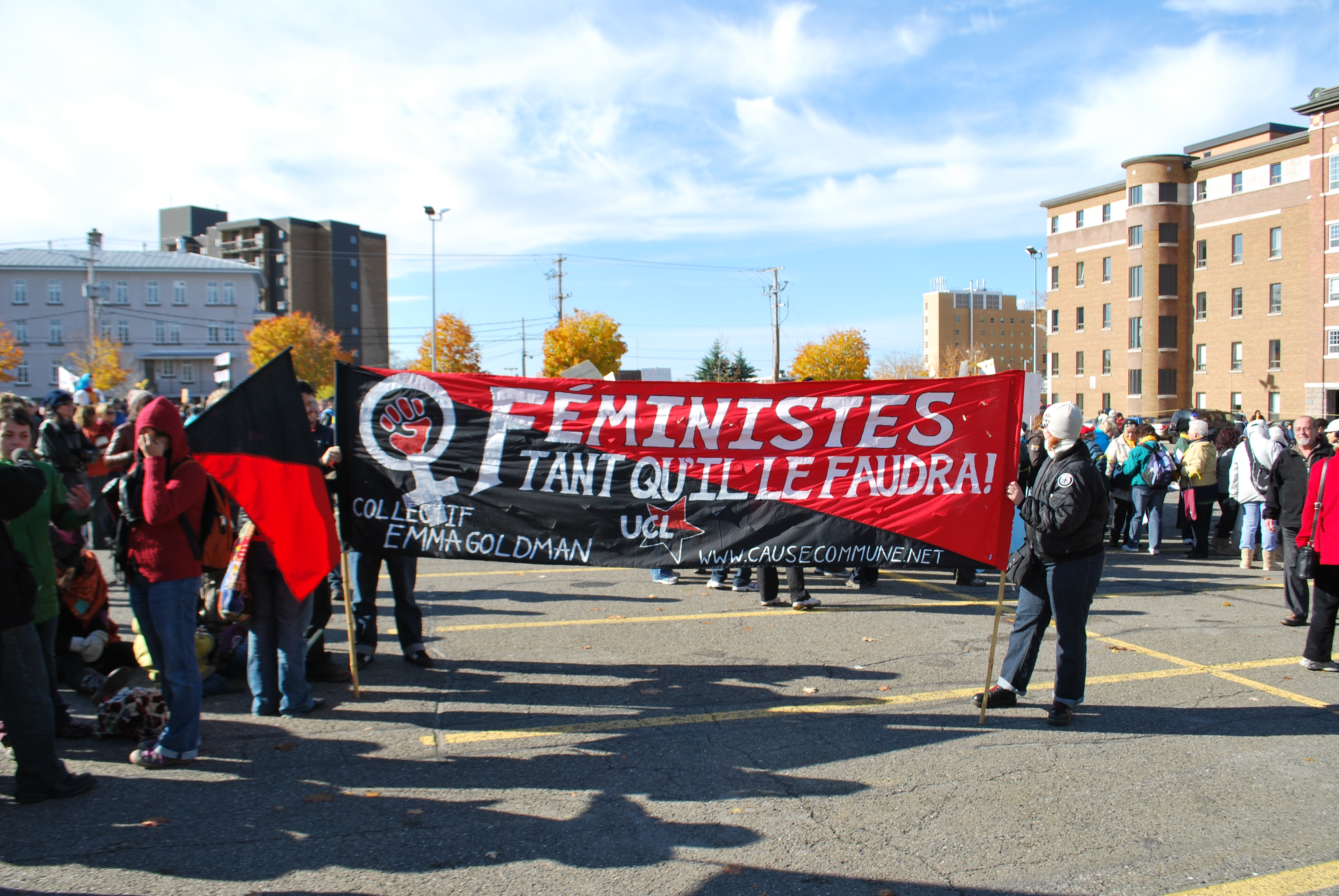
2010 مسيرة في ريموسكي، كندا

المسيرة العالمية للمرأة هي حركة نسوية دولية تدافع عن المساواة بين الجنسين، وتهدف إلى اتخاذ إجراءات ضد التمييز ضد المرأة والحد من العنف ضدها.

## التاريخ
تم إطلاق المسيرة في عام 2000 من قبل اتحاد نساء كيبيك، وهي منظمة نسوية مقرها في كيبيك، كندا. جاءت الفكرة من حدث سابق، "مسيرة المرأة ضد الفقر"، الذي انعقد في عام 1995، وكذلك في كيبك. وشمل ذلك حوالي 2500 امرأة في ثلاث مجموعات يتظاهرن لمدة عشرة أيام قبل تقديم تسعة مطالب للسلطات المتعلقة بالعدالة الاقتصادية.

بدأ التخطيط للمسيرة العالمية للمرأة في عام 1997، وفي أكتوبر 1998، عُقد اجتماع في مونتريال، كندا، شاركت فيه 140 امرأة يمثلن 65 دولة. واتفقوا على موضوعين رئيسيين للمسيرة: القضاء على الفقر في العالم ووقف العنف ضد المرأة.

## المسيرة
بدأت المسيرة العالمية للمرأة في 8 مارس 2000، اليوم العالمي للمرأة، وانتهت في 17 أكتوبر، اليوم الدولي للقضاء على الفقر. نظمت مسيرات في العديد من البلدان بما في ذلك بومباي وبروكسل. في نيويورك، تم تقديم مقترحات من شأنها أن تساعد في القضاء على مشاكل الفقر في العالم، والعنف لممثلي الأمم المتحدة. أصبحت المسيرة حدثًا سنويًا يقام في العديد من المدن في جميع أنحاء العالم.